# Tiny Thief
Tiny Thief (рус. Крошечный воришка)  — приключенческая игра в жанре point-and-click, разработанная студией 5Ants и изданная Rovio Entertainment.
История Tiny Thief рассказывает о детстве Робина Гуда, который крадёт у шерифов и пиратов.

## Игровой процесс
Цель игры состоит в том, чтобы украсть определенный предмет на уровне. Каждый эпизод имеет пять уровней. Игроки управляют Вором, нажатием в любом месте. Также игроки могут направить Вора к лестнице, двери или другим местам, с которыми можно взаимодействовать. Можно подбирать предметы, которые помогут  в будущем прохождении. Некоторые уровни требуют скрытности, так что если стражник увидел Вора, уровень придётся начинать с начала. 
Игра награждает игрока за прохождение уровня и сбор всех предметов. Первая звезда дается за поднятие спрятанного предмета, вторая — за кражу основного предмета, и последняя даётся, когда хорек Вора был найден. Игра не обязывает игрока собирать все звезды на уровнях.

## Разработка
В мае 2013 года Rovio объявила о своих планах по созданию проекта под названием Rovio Stars, где они будут публиковать игры, созданные сторонними разработчиками, в попытке расширить свою игровую линейку. Два месяца спустя Rovio Stars выпустила Tiny Thief, игру, разработанную барселонской студией 5Ants для iOS и Android. Это была их вторая игра, выпущенная в рамках проекта; первой была Icebreaker: A Viking Voyage. В ноябре 2015 года Abylight Studios совместно с 5Ants разработали игру для того, чтобы она была выпущена на Wii U. В блоге, опубликованном Abylight, они заявили, что "Искусство, графика и игровой процесс, более 30 различных уровней, 50 уникальных персонажей, 3000 уникальных анимаций и более 100 скрытых объектов привлекли внимание Nintendo Japan к созданию игры для Wii U". Позже игра была доступна в японском интернет-магазине Wii U Nintendo по цене 800 иен. Rovio прекратила разработку Tiny Thief и удалила его из app Store в феврале 2016 года.

## Эпизоды
| Эпизод                    | Уровни     | Дата выхода                                  | Босс                                   |
| ------------------------- | ---------- | -------------------------------------------- | -------------------------------------- |
| 1. Урчание живота         | 1-1 до 1-5 | Июль 11, 2013                                | Продавец                               |
| 2. Коррумпированный шериф | 2-1 до 2-5 | Июль 11, 2013                                | Шериф                                  |
| 3. Проклятое сокровище    | 3-1 до 3-5 | Июль 11, 2013                                | Капитан пиратов                        |
| 4. Спасение принцессы     | 4-1 до 4-5 | Июль 11, 2013                                | Нет (охранять Короля)                  |
| 5. Обглоданные кости      | 5-1 до 5-5 | Июль 11, 2013                                | Темный Рыцарь (охранять Принцессу)     |
| 6. Зачарованный           | 6-1 до 6-5 | Март 21, 2014 (Android) Апрель 3, 2014 (iOS) | Злая Ведьма / Дракон (охранять Короля) |

## Критика
| Сводный рейтинг    | Сводный рейтинг |
| Агрегатор          | Оценка          |
| ------------------ | --------------- |
| GameRankings       | 87,33 %         |
| Metacritic         | iOS: 86/100     |
| Иноязычные издания |                 |
| Издание            | Оценка          |
| TouchArcade        | iOS:            |

Игра получила положительные отзывы, согласно сайту Metacritic. Была предоставлена с возможностью редактирования уровней для IOS версии и выиграла приз зрительских симпатий на 10-й международной ежегодной выставке Mobile Gaming Awards.